# Señor del Pozo
Señor del Pozo es una localidad del estado mexicano de Chiapas. Es parte del municipio de Comitán de Domínguez.

## Demografía
| Gráfica de evolución demográfica |
|                                  |

| Censo | Población |
| ----- | --------- |
| 1921  | 198       |
| 1930  | 252       |
| 1940  | 290       |
| 1950  | 351       |
| 1960  | 443       |
| 1970  | 545       |
| 1980  | 677       |
| 1990  | 1 068     |
| 2000  | 1 251     |
| 2010  | 1 353     |
| 2020  | 1 581     |